# 茅利塔尼亞號
茅利塔尼亞號（RMS Mauretania）是一艘隶属于丘纳德航运公司的远洋班轮，與盧西塔尼亞號和阿奎塔尼亞號是同一型的船隻。茅利塔尼亞號建造於英國的泰恩-威爾郡，並於1906年9月20日下水，成為當時最快與最大的船隻。

## 誕生背景

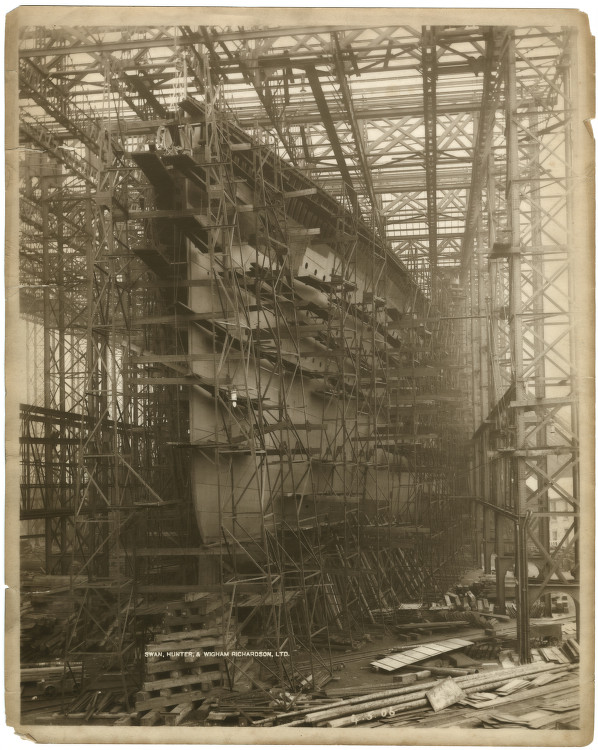
建造中的茅利塔尼亞號

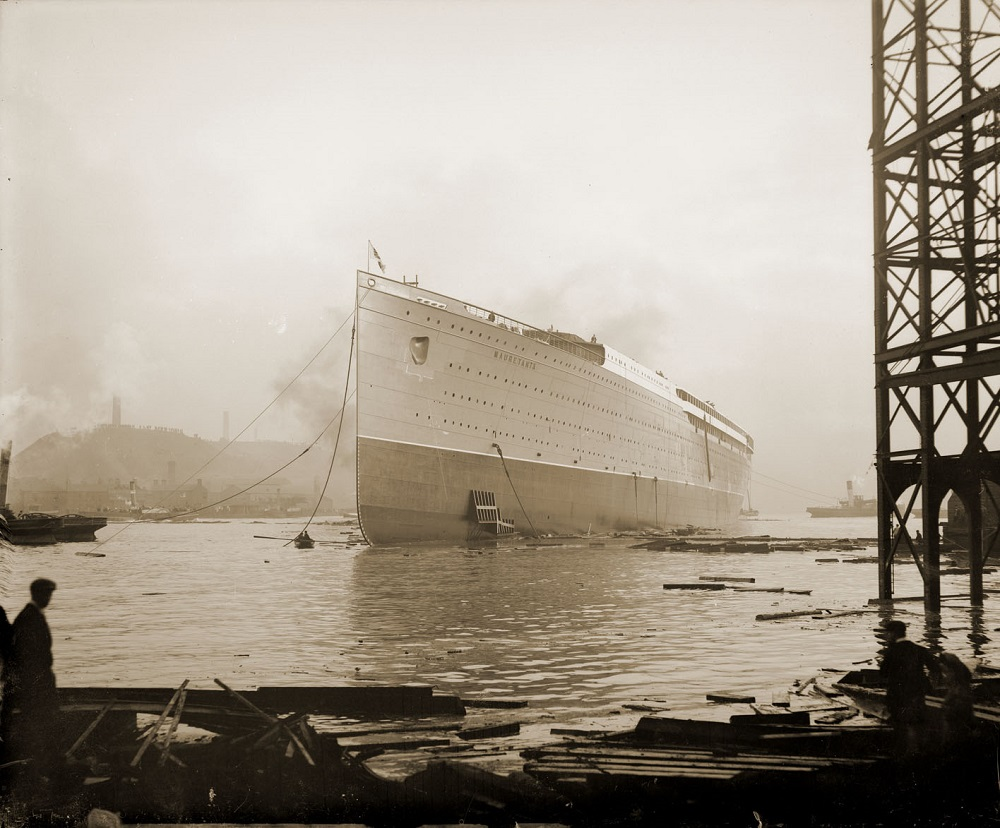
茅利塔尼亞號的下水典禮

### 美國崛起
20世紀初，美國歷史上著名富翁之一約翰·皮爾龐特·摩根想出壟斷橫渡大西洋航線的念頭並成立國際商業海洋公司，陸續一家一家地購買最感興趣的远洋班轮公司（1901年買下了雷蘭航運（Leyland Line）、1902年買下了英國當時最大的白星航运公司）。冠達董事長因弗克萊德勳爵因此向英國政府尋求援助。面對走向低谷的英國郵輪船隊和隨之而來國家聲望的喪失，英國國會感到這是對於大英帝國的嚴重恥辱，於是決定捍衛丘纳德航运。

### 英政府協助建造
1903年6月，英國政府與丘纳德航运簽定為期20年的合同和260萬英鎊的貸款，每年向其公司提供15萬英鎊的支援，並鼓勵丘纳德航运建造量艘當時世界上最大的远洋班轮。作為回報，這些艦艇將按照海軍部的規格建造，以便在戰時用作輔助巡洋艦。
1904年，名稱取自非洲西北部海岸的古羅馬茅利塔尼亞省的茅利塔尼亞號，於英格蘭諾森伯蘭郡的天鵝獵人（Swan_Hunter）開工；。

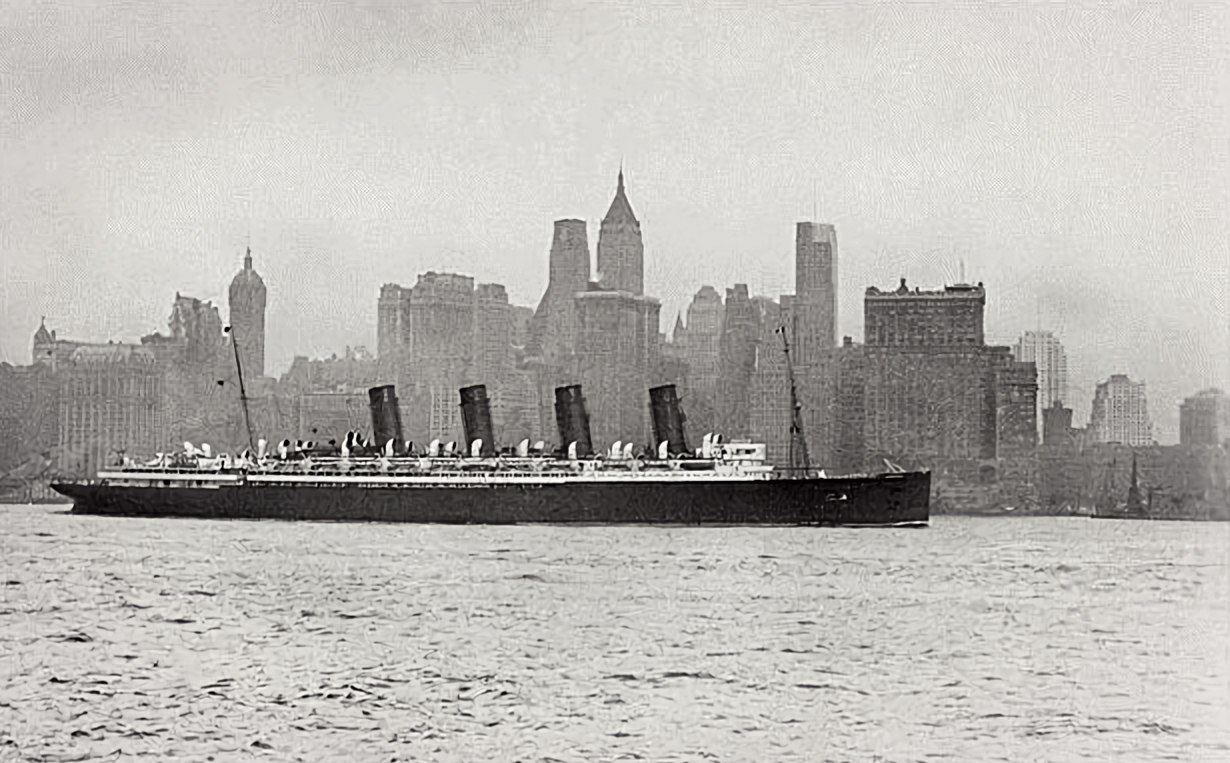
1913年，在美國紐約的茅利塔尼亞號

在完工時，茅利塔尼亞號和盧西塔尼亞號一樣，同時地首次使用了蒸汽輪機代替往復式蒸汽機。由於此項設計，這為它們創下了新的速度也創造了條件，另外，还装备了无线电，电梯和其他的现代設備，另外别的船相比，茅利塔尼亞號有超过50%的更多乘客搭载量；同时头等舱拥有令人瞩目的豪华装修，開創了大西洋郵輪的新紀元，之後，大型郵船紛紛把速度和豪華同時作為追求的目標，其中最為著名的屬白星航運的奥林匹克级远洋班轮。

## 首航
1907年11月16日，毛里塔尼亚号在约翰·普里查德船长的指挥下离开利物浦进行处女航，但由于一场猛烈的风暴使她的备用锚断裂，她未能夺得蓝丝带。她的上层建筑也受到了轻微损坏。然而，在返程中（1907 年 11 月 30 日至 12 月 5 日），她以 23.69 节（43.87 公里/小时）的平均速度创造了最快东行穿越大西洋的记录。1907年12月23日，毛里塔尼亚再次抵达纽约市，停泊在北河的54号码头，当时一场大风飓风袭来，导致54号码头的系泊柱塌陷。毛里塔尼亚船头发生了移动，撞上了几艘给她运煤的驳船。在随后的诉讼中，冠达被判承担损害赔偿责任。[20][21]茅利塔尼亞號於1907年11月16日利物浦出發展開處女航。她的第一任船長為約翰·普里查德，並在當月創下橫渡大西洋的最快紀錄，平均時速為25海里（45.3公里/小時）。1909年9月，茅利塔尼亞獲得藍絲帶獎，並保持超過二十年。
1909 年 9 月，茅利塔尼亚号 (Mauretania) 夺得西行最快纪录奖（蓝丝带奖）——这一记录保持了二十多年。1911年12月，与1910年12月的纽约市一样，毛里塔尼亚号在默西河上脱离了泊位并损坏，导致其取消了前往纽约的圣诞航行。 冠达航运公司迅速应对，将毛里塔尼亚号的航程改签为卢西塔尼亚号，该船刚刚从纽约返回，由詹姆斯·查尔斯 (James Charles) 指挥。卢西塔尼亚号完成了毛里塔尼亚的圣诞节航线，将旅客送回纽约。1914年1月26日，茅利塔尼亞號在利物浦整修時，氣瓶發生爆炸，造成四名男子死亡，六人受傷時。茅利塔尼亞號自身受到的傷害并不大，并在兩個月後，她重新启航。

## 第一次世界大戰

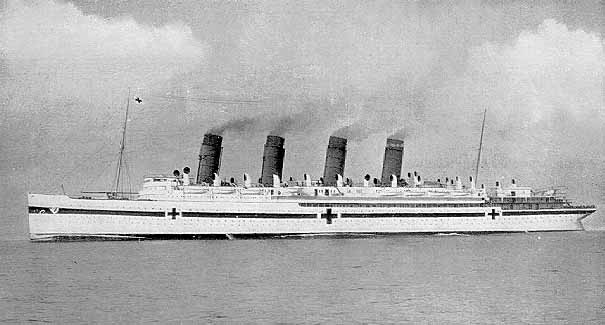
1915年，第一次世界大戰期間，作為医疗船的茅利塔尼亞號

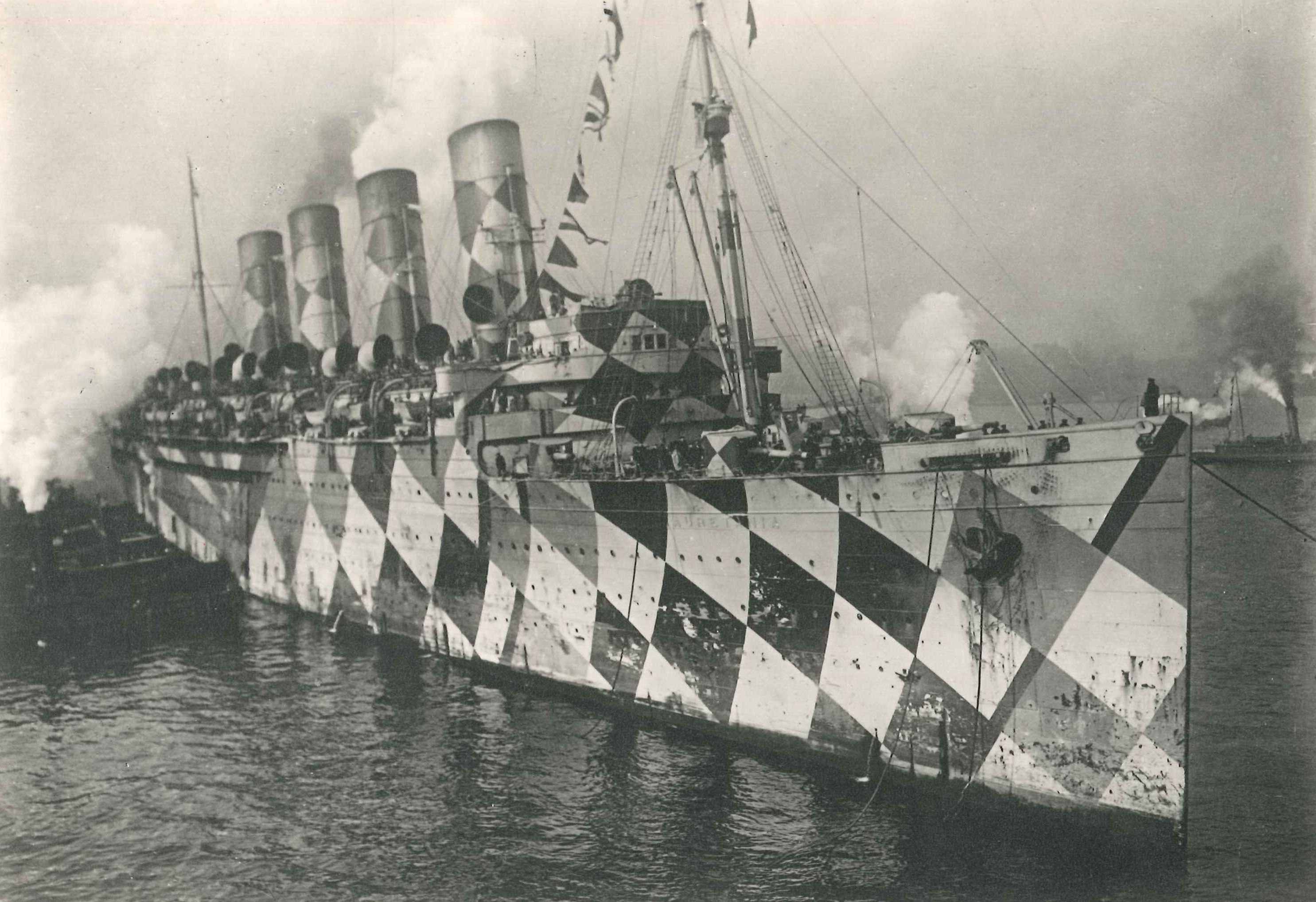
1917年，第一次世界大戰期間，作為運兵船的茅利塔尼亞號

1914年8月4日，英國對德國宣戰後，英國政府要求毛里塔尼亞和阿基坦成為武裝商船巡洋艦，但其龐大的規模和大量的燃料消耗，使他們不適合这一職責;最终两船於8月11日恢復了他們的民用服務。後來，由於橫渡大西洋的乘客减少，毛里塔尼亞被放置在利物浦。
1915年5月，當其姊妹船盧西塔尼亞號被德國U艇擊沉後，毛里塔尼亞由英國政府作為運兵船征用以填補路船所留下的空白。之后毛里塔尼亞号和另外两首邮轮阿基坦号和白星航运的不列顛号一起作為治療傷員的医疗船使用。在作为醫療服務船使用期间，该船被漆成白色并有十字架標誌。 
之后，加拿大政府徵用该船作为加拿大從哈利法克斯到利物浦港之间的运兵船使用。在1917年，这条船运载了成千上萬的美國軍隊而被昵稱為HMS夜來香，直到戰爭結束才不再使用毛里塔尼亞擔任医疗船。

## 第一次世界大戰後

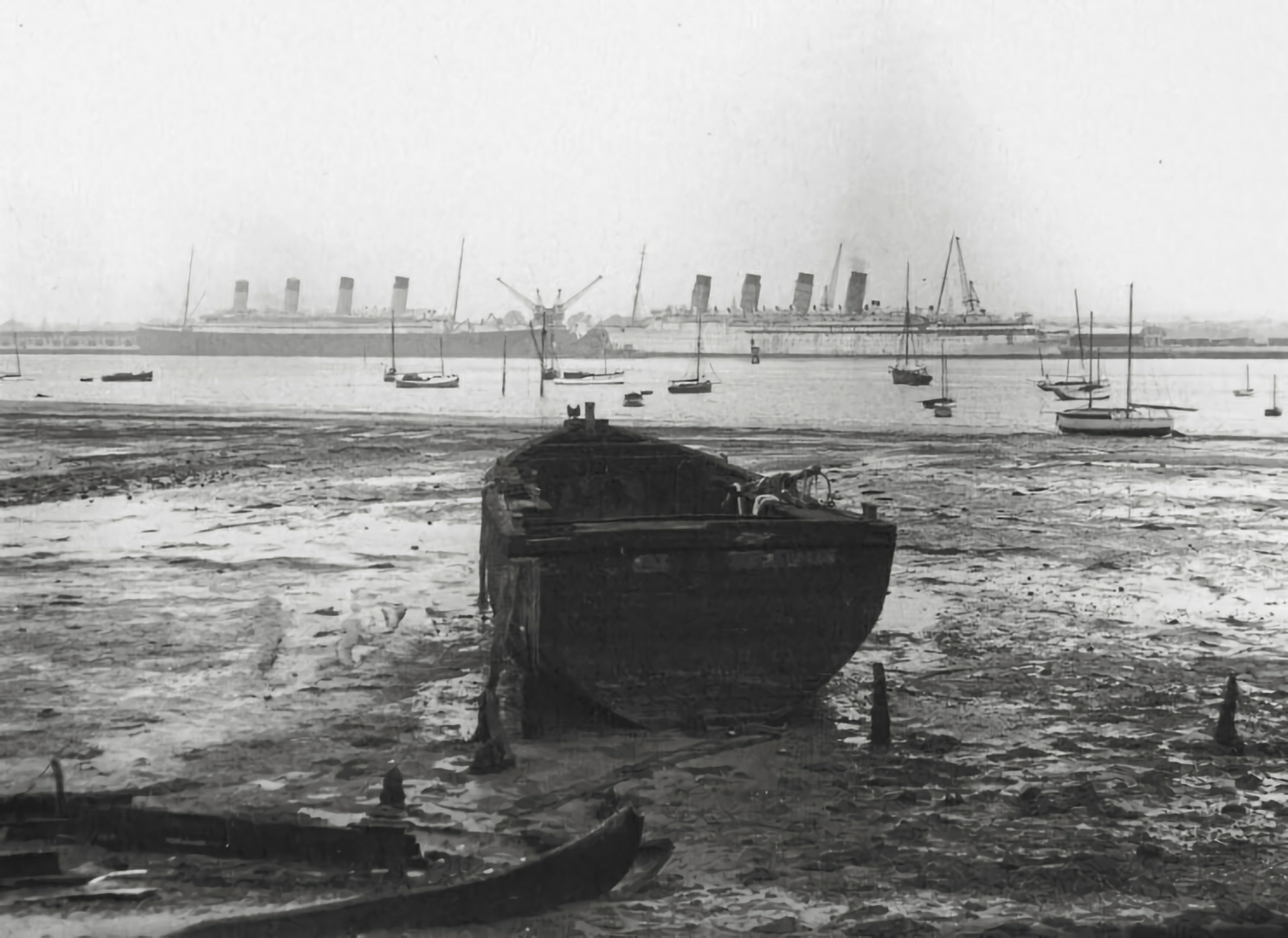
1937年，即將拆除的茅利塔尼亞號和奧林匹克號

毛里塔尼亞於1919年9月21日重新回到民间营运。繁忙的船期让该船直到1920年才有时间进行检修。
然而，在1921年该船E甲板發生火災，丘纳德航运公司決定将此船进行一次紧急大修。于是毛里塔尼亚号回到了她誕生的泰恩河船廠，在这里，她换装了以燃油為动力的锅炉。
本船于1922年3月重返服务营运。丘納德公司注意到虽然经过改装，但是在营运速度上并没有重大提高。公司决定決定该船迫切需要进行包括渦輪機在内的一次革命性改装。于是在1923年，本船在南安普敦开始这一改造工程。但是在毛里塔尼亞检修进行到一半，其風機被拆除的时候，船廠工人舉行了罷工，不得已之下，库纳德公司将本船拖曳到法國，在其他造船廠完成了改装工作。1924年5月，该船回到了大西洋航線上的营运中。
1928年，毛里塔尼亞进行了新的現代化室內設計装修，並在接下來的一年，她的记錄由德國班轮不來梅号所创下的28節（52公里/小時）的巡航速度所打破。 之后库納德对她的引擎進行了修改，以產生更多动力以追赶这一纪录。但是這写改造仍然是不夠的。不來梅号代表了新一代的遠洋客輪，其更加強大，更加先進的技術是老化的邮轮所不具备的。
儘管毛里塔尼亞沒有擊敗她的德國對手，但是她创新了她自己的速度記錄。1929年，毛里塔尼亞與一艘火車渡輪在羅賓斯礁附近相撞。所幸沒有人员伤亡。由该事故对这条船所造成的的破损很快就被修復。 1930年的大蕭條時期，毛里塔尼亞成為一個專門的巡航船。丘纳德航运与白星航运於1934年合并，毛里塔尼亞号其他老化的远洋班轮，包括鐵達尼號的姊妹船奧林匹克號，一起被視為多余的船只而解除营运服务。

## 拆解

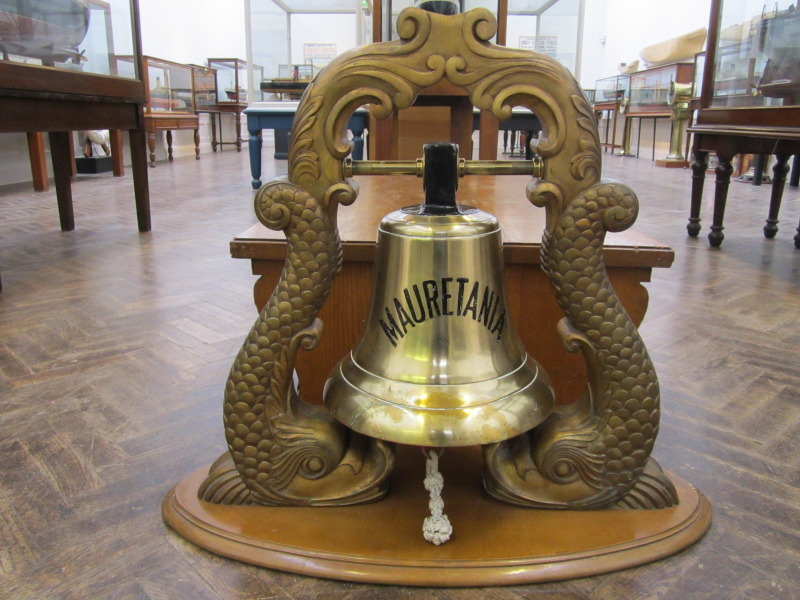
茅利塔尼亞號的船鐘。

虽然之前有包括美国总统小罗斯福的不少忠实的乘客请求保留本船，但是此船依然在1935年在苏格兰的船厂解体拆毁。
船上的一些装饰和家具被拆卸重新使用在一些不同的酒吧和餐馆之中。其中一部分被位于伦敦的毛里塔尼亚酒吧所使用。

## 外部連結
- Tyne & Wear Archives Service Mauretania website
- Mauretania Home at Atlantic Liners （页面存档备份，存于）
- . Chris' Cunard Page.   [2021-07-15]. （原始内容存档于2021-12-10）.